# Guillaucourt
Ne doit pas être confondu avec Gillancourt.
Guillaucourt est une commune française située dans le département de la Somme, en région Hauts-de-France.

## Géographie

### Localisation
Guillaucourt est un village picard de l'Amiénois et de la région agricole du Santerre.
À vol d'oiseau, la localité est située à 6 km au nord-ouest de Rosières-en-Santerre, 8 km au sud-est de Villers-Bretonneux, 11 km au sud-est de Corbie, 20 km au nord-ouest de Roye, 25 km au sud-est d'Amiens et à 47 km à l'ouest de Saint-Quentin.
Le territoire de la commune est limitrophe de ceux de cinq communes.
Les communes limitrophes sont Wiencourt-l'Équipée, Bayonvillers, Caix, Cayeux-en-Santerre et Harbonnières.

### Hydrographie

#### Réseau hydrographique
La commune est située dans le bassin Artois-Picardie. Elle est drainée par la Luce.
La Luce, d'une longueur de 18 km, prend sa source dans la commune de Caix et se jette  dans l'Avre à Thennes, après avoir traversé 13 communes.

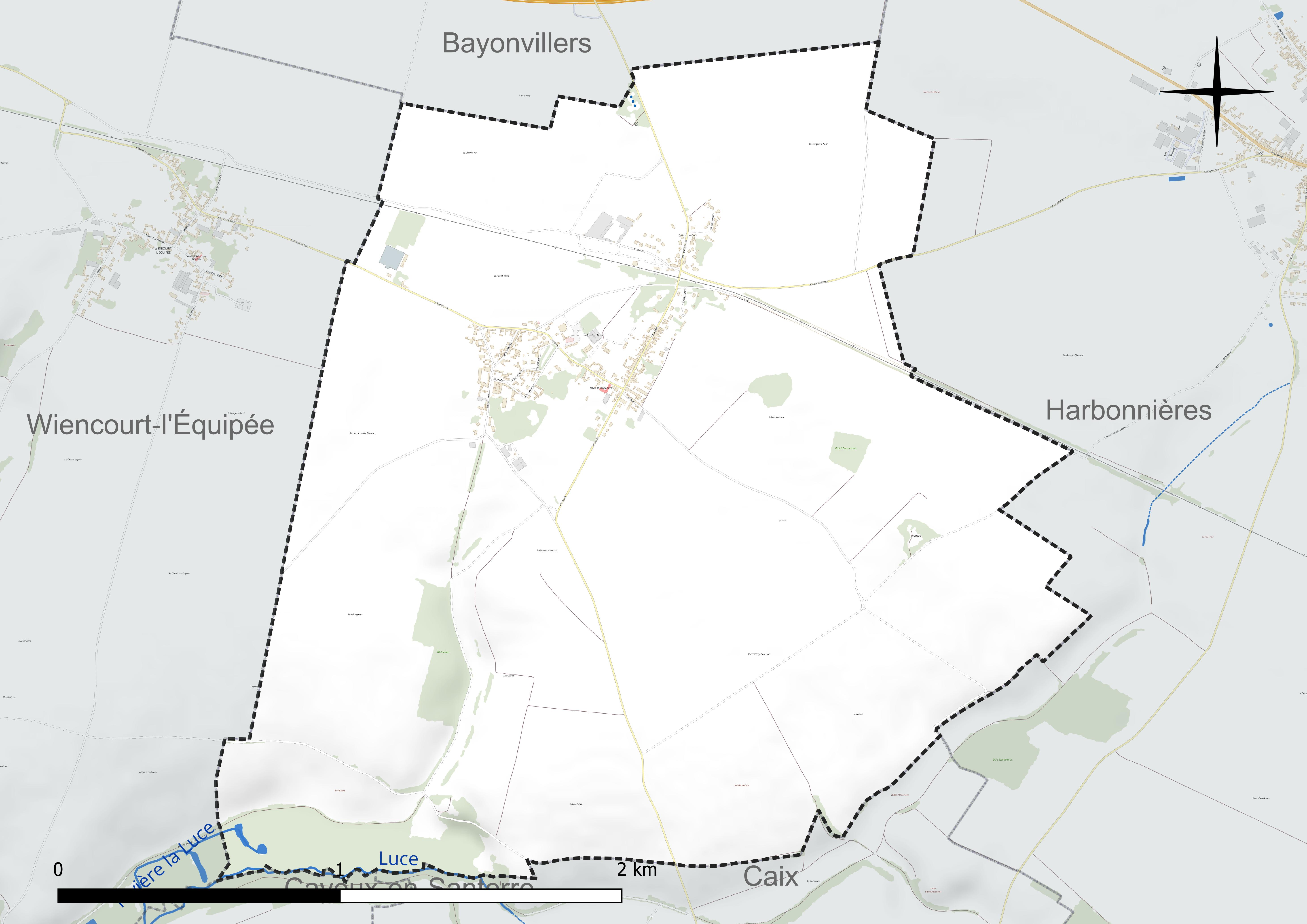
Réseau hydrographique de Guillaucourt.

#### Gestion et qualité des eaux
Le territoire communal est couvert par le schéma d'aménagement et de gestion des eaux (SAGE) « Somme aval et Cours d'eau côtiers ». Ce document de planification concerne un territoire de 1 835 km2 de superficie, délimité par le bassin versant de la Somme canalisée. Le périmètre a été arrêté le 29 avril 2010 et le SAGE proprement dit a été approuvé le 6 août 2019. La structure porteuse de l'élaboration et de la mise en œuvre est le syndicat mixte d'aménagement hydraulique du bassin versant de la Somme (AMEVA).
La qualité des cours d'eau peut être consultée sur un site dédié géré par les agences de l'eau et l'Agence française pour la biodiversité.

### Climat
Pour des articles plus généraux, voir Climat des Hauts-de-France et Climat de la Somme.
En 2010, le climat de la commune est de type climat océanique dégradé des plaines du Centre et du Nord, selon une étude du CNRS s'appuyant sur une série de données couvrant la période 1971-2000. En 2020, Météo-France publie une typologie des climats de la France métropolitaine dans laquelle la commune est exposée à un climat océanique et est dans la région climatique Nord-est du bassin Parisien, caractérisée par un ensoleillement médiocre, une pluviométrie moyenne régulièrement répartie au cours de l'année et un hiver froid (3 °C).
Pour la période 1971-2000, la température annuelle moyenne est de 10,5 °C, avec une amplitude thermique annuelle de 14,5 °C. Le cumul annuel moyen de précipitations est de 758 mm, avec 12 jours de précipitations en janvier et 8,7 jours en juillet. Pour la période 1991-2020, la température moyenne annuelle observée sur la station météorologique la plus proche, située sur la commune de Rouvroy-en-Santerre à 10 km à vol d'oiseau, est de 10,8 °C et le cumul annuel moyen de précipitations est de 635,8 mm,. Pour l'avenir, les paramètres climatiques de la commune estimés pour 2050 selon différents scénarios d'émission de gaz à effet de serre sont consultables sur un site dédié publié par Météo-France en novembre 2022.

## Urbanisme

### Typologie
Au 1er janvier 2024, Guillaucourt est catégorisée commune rurale à habitat dispersé, selon la nouvelle grille communale de densité à sept niveaux définie par l'Insee en 2022.
Elle est située hors unité urbaine. Par ailleurs la commune fait partie de l'aire d'attraction d'Amiens, dont elle est une commune de la couronne,. Cette aire, qui regroupe 369 communes, est catégorisée dans les aires de 200 000 à moins de 700 000 habitants,.

### Occupation des sols
L'occupation des sols de la commune, telle qu'elle ressort de la base de données européenne d'occupation biophysique des sols Corine Land Cover (CLC), est marquée par l'importance des territoires agricoles (89,4 % en 2018), en diminution par rapport à 1990 (90,8 %). La répartition détaillée en 2018 est la suivante : 
terres arables (85,6 %), zones urbanisées (7,4 %), zones agricoles hétérogènes (3,8 %), forêts (3,1 %). L'évolution de l'occupation des sols de la commune et de ses infrastructures peut être observée sur les différentes représentations cartographiques du territoire : la carte de Cassini (XVIIIe siècle), la carte d'état-major (1820-1866) et les cartes ou photos aériennes de l'IGN pour la période actuelle (1950 à aujourd'hui).

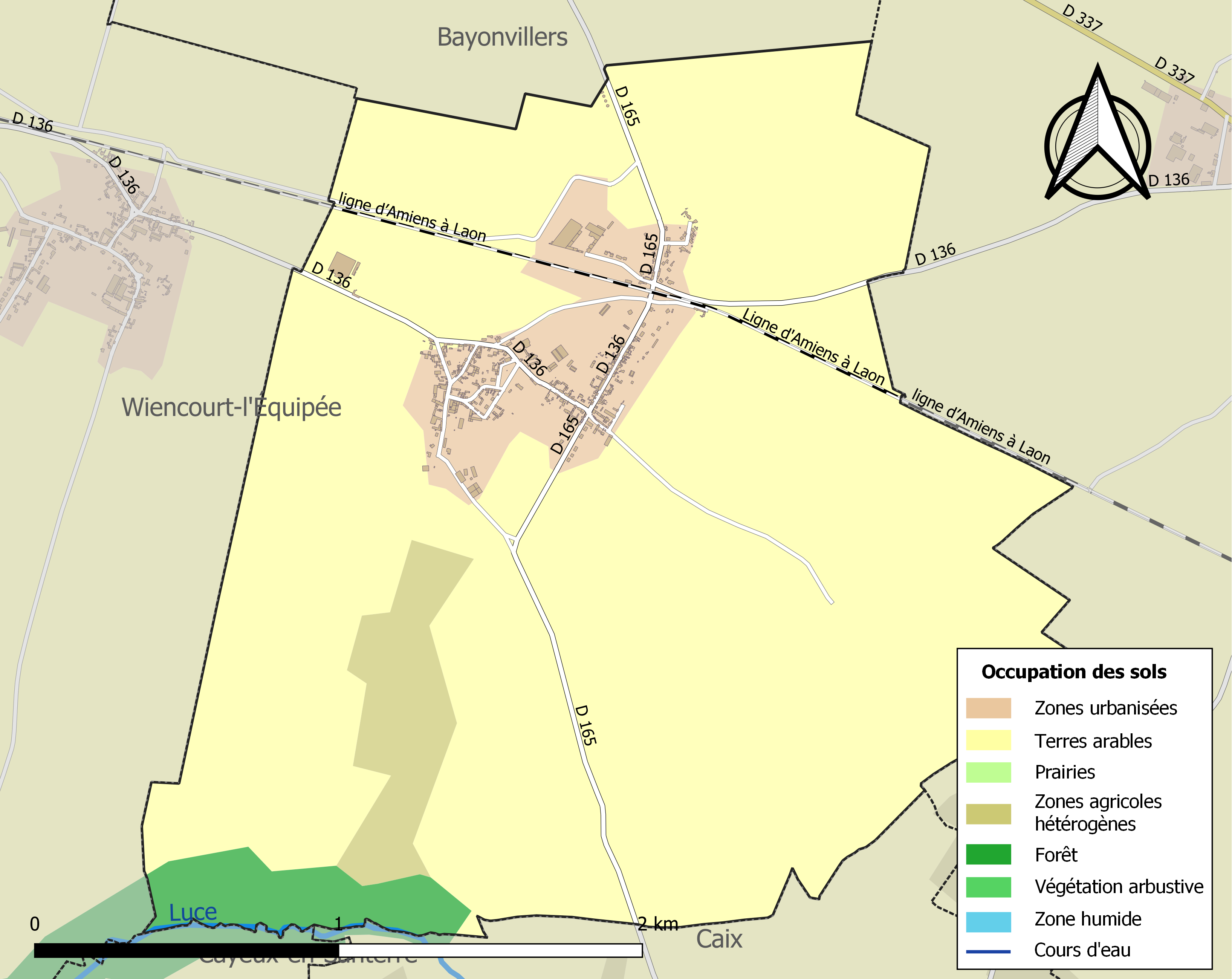
Carte des infrastructures et de l'occupation des sols de la commune en 2018 (CLC).

## Toponymie
Gislocourt est relevé en 1145. Gissocourt puis Guillaucourt apparaissent en 1301. Après l'absorption de Enguillaucourt, la commune porte fugacement le nom de  Guillaucourt et Enguillaucourt.
Ces noms de localités se terminant par -court sont le plus souvent des hameaux ou de petits villages. Ferdinand Lot a montré que les noms terminés en court était des noms formés par des gens parlant une langue romane. Le préfixe était souvent - mais pas toujours - le nom d'une personne germanique. Court est dérivé du latin vulgaire curtis signifiant, cour de ferme, ferme puis village. La formation des toponymes de ce type remonte au haut Moyen Âge et cesse au Xe siècle.
Le nom du village pourrait provenir du nom d'un propriétaire, équivalent à « Guillaume ».

## Histoire
- Des grattoirs, des pointes de flèches et des haches polies en silex ont été retrouvés dans les champs[23].
- Une voie romaine allant de Boves à Lihons traverse le territoire[19].
- Une cave gothique du XIIIe siècle a appartenu à une commanderie militaire, au sud du village[23].
- Les fiefs d'Achicourt et de Pierrepont sont attestés. Au XVe siècle, ils appartiennent à la famille de Lannoy. Ils seront transmis par mariage à la  famille d'Averoult[19] (famille d'Averhoult).
- En 1653, Guillaucourt souffre des ravages causés par les Espagnols[19].
- Entre 1795 et 1800, la commune, instituée lors de la Révolution française, absorbe celle de Enguillaucourt[20].
- À la fin de l'épopée napoléonienne, en 1814 et 1815, les habitants sont exposés aux contraintes des Cosaques[19].
- Au terme de la guerre franco-allemande de 1870, le village est occupé deux mois par l'armée allemande, et la population subit de lourdes réquisitions[19].
- La Première Guerre mondiale a durement éprouvé le village. La gare de Guillaucourt (aujourd'hui fermée), sur la ligne d'Amiens à Laon, a été utilisée pour les besoins militaires[24],[25].

Le village a été décoré de la Croix de guerre 1914-1918 le 30 octobre 1920.
- L'église a été restaurée en 1922[27].

## Politique et administration

### Rattachement administratifs et électoraux
La commune se trouvait de 1793 à 2016 dans l'arrondissement de Montdidier du département de la Somme. Par arrêté préfectoral du 27 décembre 2016, la commune en est détachée le 1er janvier 2017 pour intégrer l'arrondissement de Péronne. Pour l'élection des députés, elle fait partie depuis 1958 de la cinquième circonscription de la Somme.
Elle faisait partie depuis 1801 du canton de Rosières-en-Santerre. Dans le cadre du redécoupage cantonal de 2014 en France, la commune est intégrée au canton de Moreuil.

### Intercommunalité
La commune faisait partie de la communauté de communes du Santerre créée le 31 décembre 1993.
Dans le cadre des dispositions de la loi portant nouvelle organisation territoriale de la République du 7 août 2015, qui prévoit que les établissements publics de coopération intercommunale (EPCI) à fiscalité propre doivent avoir un minimum de 15 000 habitants, la préfète de la Somme propose en octobre 2015 un projet de nouveau schéma départemental de coopération intercommunale (SDCI) qui prévoit la réduction de 28 à 16 du nombre des intercommunalités à fiscalité propre du département.
Le projet préfectoral prévoit la « fusion des communautés de communes de Haute Picardie et du Santerre », le nouvel ensemble de 17 954 habitants regroupant 46 communes,,. À la suite de l'avis favorable de la commission départementale de coopération intercommunale en janvier 2016, la préfecture sollicite l'avis formel des conseils municipaux et communautaires concernés en vue de la mise en œuvre de la fusion le 1er janvier 2017.
Cette procédure aboutit à la création au 1er janvier 2017 de la communauté de communes Terre de Picardie, dont la commune est désormais membre.

### Liste des maires
| Période                                  | Période                   | Identité             | Étiquette | Qualité                                                                                          |
| ---------------------------------------- | ------------------------- | -------------------- | --------- | ------------------------------------------------------------------------------------------------ |
| Les données manquantes sont à compléter. |                           |                      |           |                                                                                                  |
| mars 2001                                | 2008                      | Louis-Claude Holvoet |           | Professeur de mathématiques                                                                      |
| mars 2008                                | mai 2020                  | Jérôme Holvoet       |           | Agent général d'assurances Vice-président de la communauté de communes du Santerre (2014 → 2016) |
| mai 2020                                 | En cours (au 29 mai 2020) | Ludovic Kusnierak    |           | Directeur de l'école de Moreuil                                                                  |

## Population et société

### Démographie
L'évolution du nombre d'habitants est connue à travers les recensements de la population effectués dans la commune depuis 1793. Pour les communes de moins de 10 000 habitants, une enquête de recensement portant sur toute la population est réalisée tous les cinq ans, les populations de référence des années intermédiaires étant quant à elles estimées par interpolation ou extrapolation. Pour la commune, le premier recensement exhaustif entrant dans le cadre du nouveau dispositif a été réalisé en 2005.

En 2022, la commune comptait 391 habitants, en évolution de −8,22 % par rapport à 2016 (Somme : −1,26 %, France hors Mayotte : +2,11 %).
| 1793 | 1800 | 1806 | 1821 | 1831 | 1836 | 1841 | 1846 | 1851 |
| ---- | ---- | ---- | ---- | ---- | ---- | ---- | ---- | ---- |
| 516  | 322  | 636  | 553  | 565  | 589  | 569  | 572  | 521  |

| 1856 | 1861 | 1866 | 1872 | 1876 | 1881 | 1886 | 1891 | 1896 |
| ---- | ---- | ---- | ---- | ---- | ---- | ---- | ---- | ---- |
| 502  | 500  | 549  | 574  | 567  | 600  | 555  | 552  | 529  |

| 1901 | 1906 | 1911 | 1921 | 1926 | 1931 | 1936 | 1946 | 1954 |
| ---- | ---- | ---- | ---- | ---- | ---- | ---- | ---- | ---- |
| 523  | 480  | 448  | 504  | 416  | 423  | 382  | 408  | 416  |

| 1962 | 1968 | 1975 | 1982 | 1990 | 1999 | 2005 | 2006 | 2010 |
| ---- | ---- | ---- | ---- | ---- | ---- | ---- | ---- | ---- |
| 363  | 340  | 323  | 302  | 296  | 305  | 368  | 375  | 387  |

| 2015 | 2020 | 2022 | - | - | - | - | - | - |
| ---- | ---- | ---- | - | - | - | - | - | - |
| 422  | 400  | 391  | - | - | - | - | - | - |

### Enseignement
Les communes de Bayonvillers, Lamotte-Warfusée et Guillaucourt gèrent l'enseignement primaire au sein d'un regroupement pédagogique intercommunal.
L'école primaire publique locale compte 24 élèves pour l'année scolaire 2016-2017. Elle est située en zone B, dans l'académie d'Amiens.

## Culture locale et patrimoine

### Lieux et monuments
- Le château et son parc[43].
- L'église Saint-Éloi[44], restaurée par Paul Martin, architecte à Guillaucourt, après les destructions de la Première Guerre mondiale. Les statues de l'ancienne église avaient été évacuées au château de Chantilly[45].

- Chapelle de la Vierge. Elle a été édifiée en 1870, en brique et pierre. Ses ouvertures sont réalisées en forme d'ogive[23].
- Monument aux morts de la Première Guerre mondiale financé par souscription publique et édifié en 1922 par Teisseire, entrepreneur à Vichy, sous la direction de Paul Martin, architecte à Guillaucourt, avec la collaboration du sculpteur amiénois Auguste Carvin[46] pour la sculpture[47].
- Ancien site industriel de l'usine d'engrais créée vers 1925 par M. Seret, à côté de l'ancienne sucrerie Coquin Ch. et Th. Normand détruite au cours de la Première Guerre mondiale. Le site employait une cinquantaine de salariés en 1954[48].

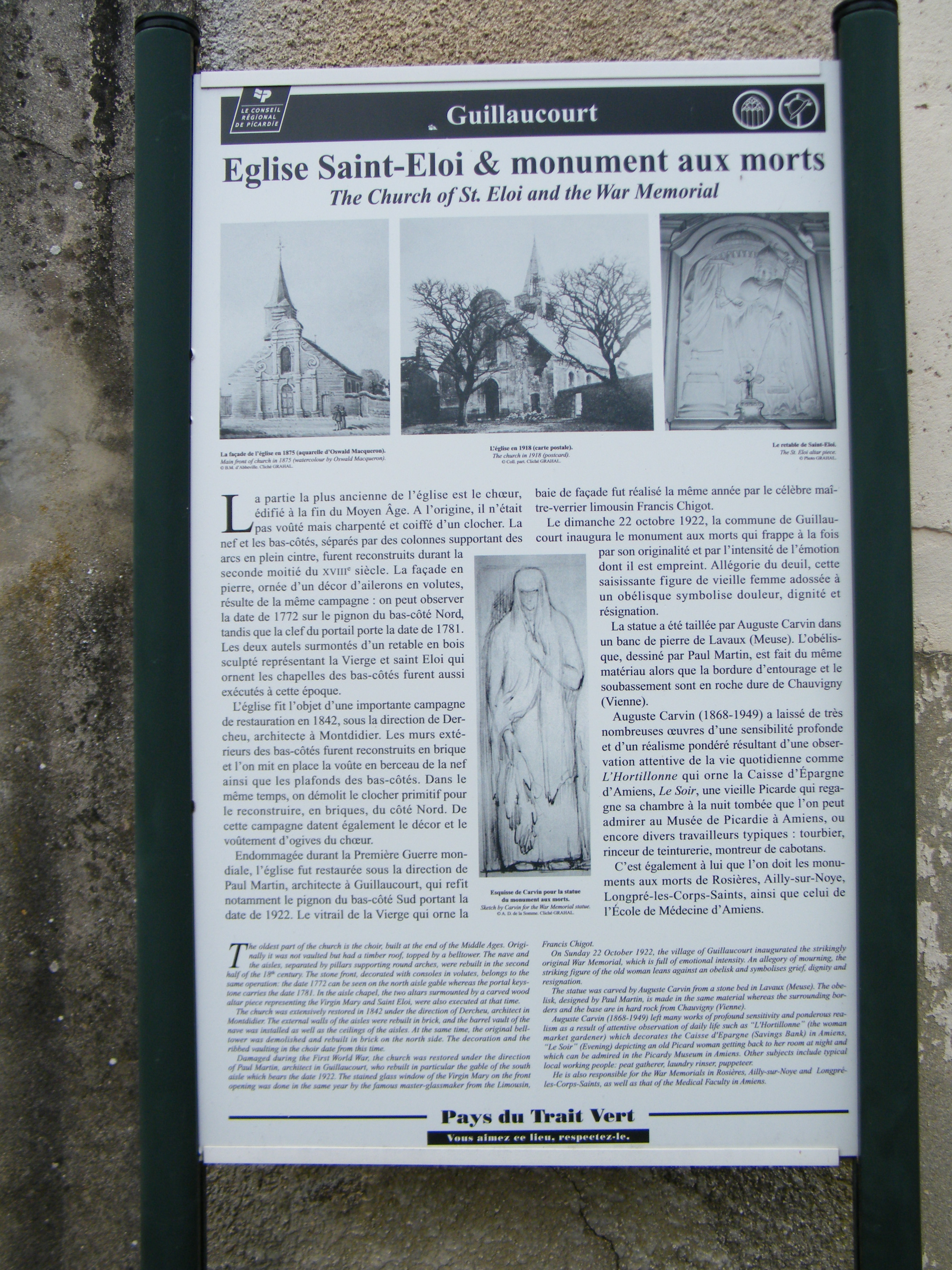
Histoire locale.
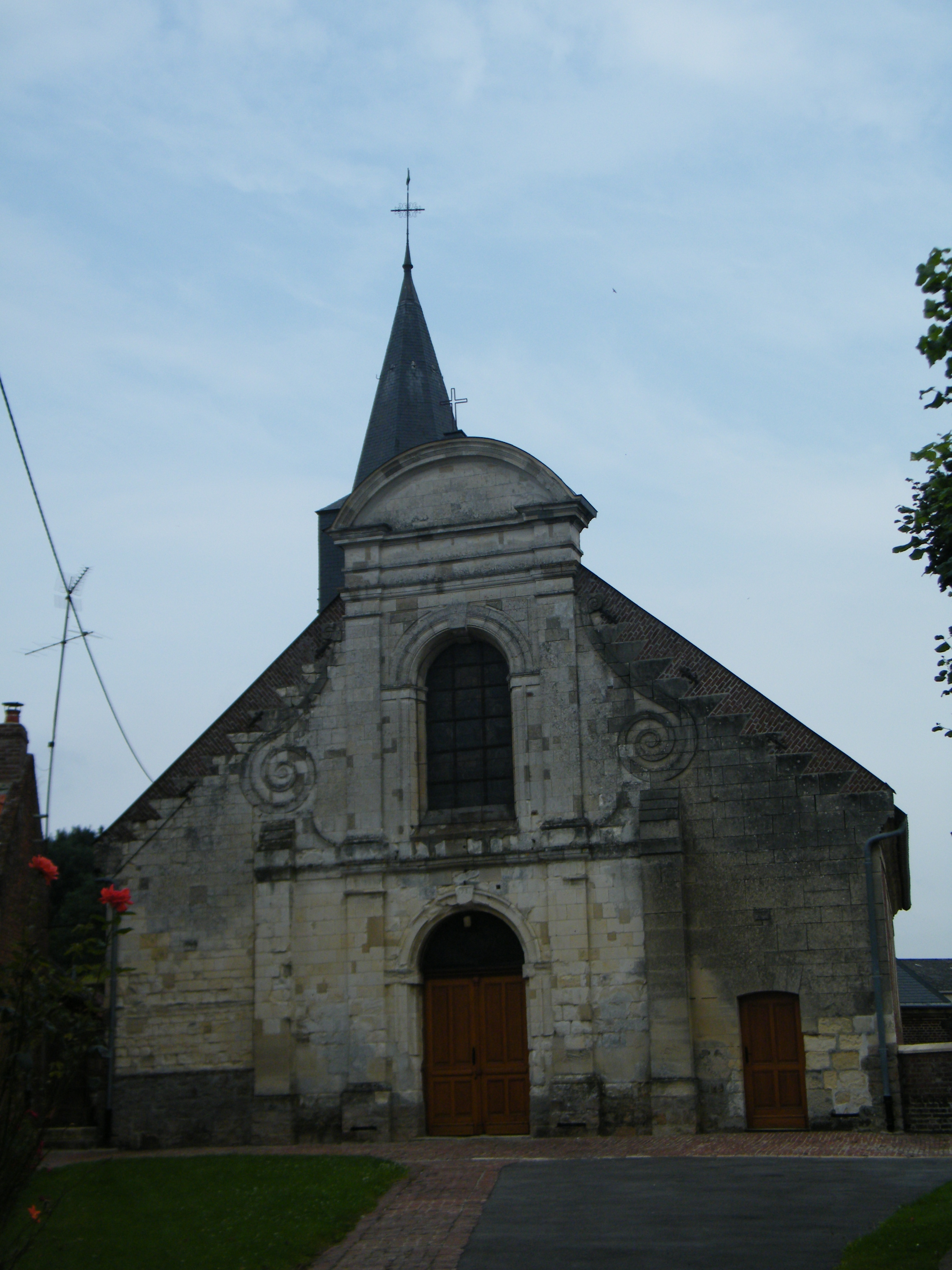
Eglise Saint-Éloi.
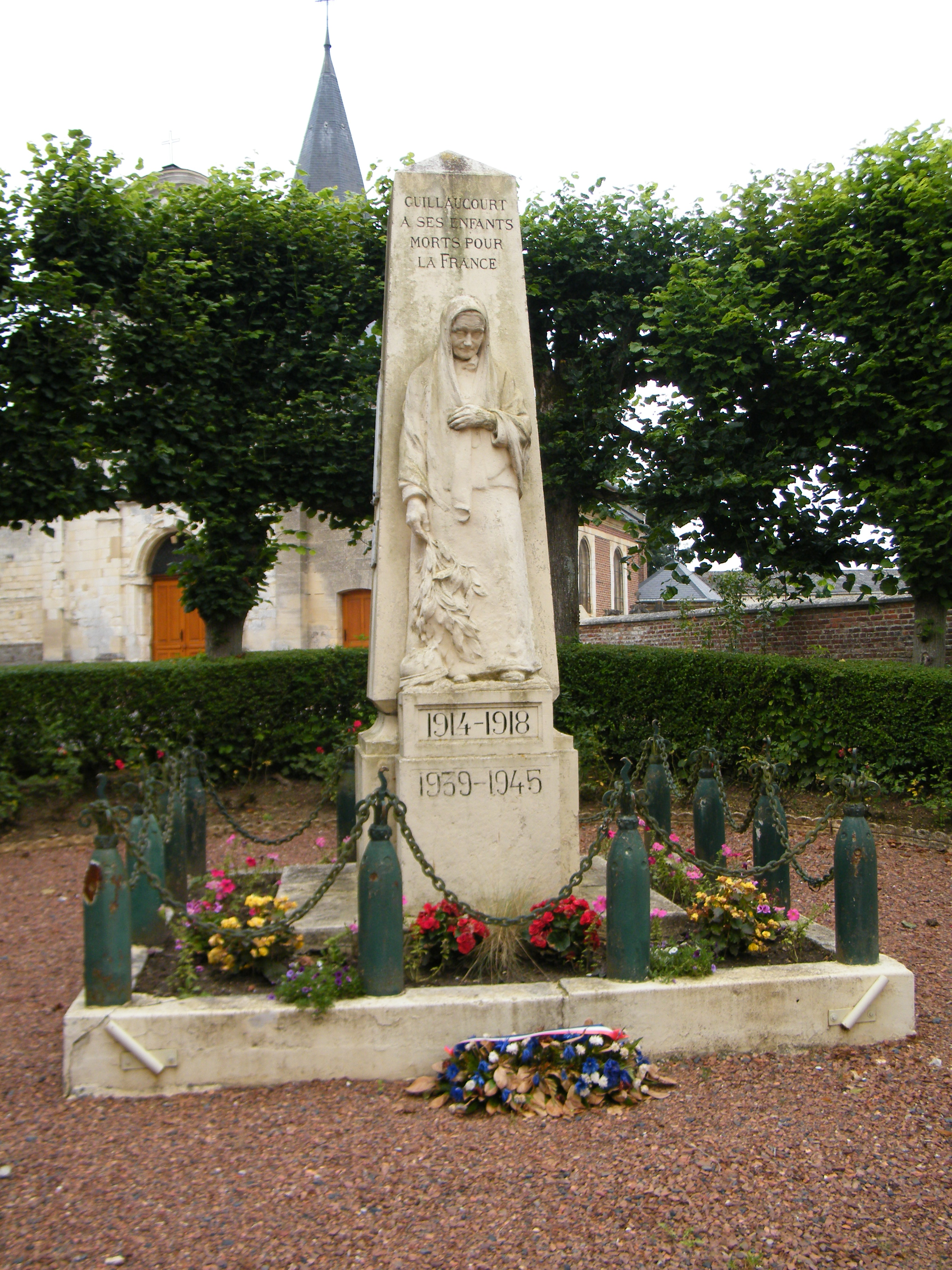
Monument aux morts.
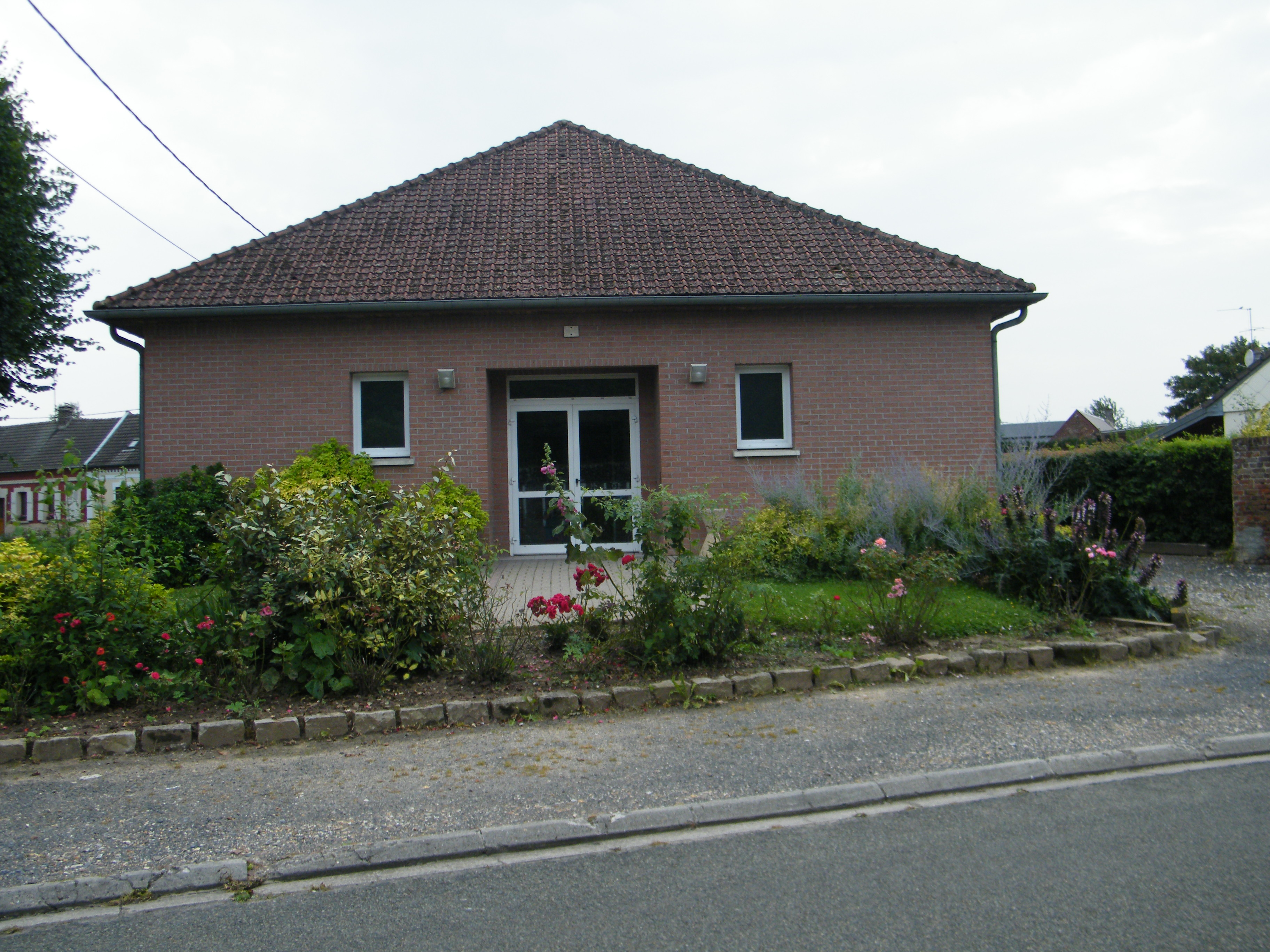
Salle des fêtes de Guillaucourt.